# تپه کنگرک
تپه کنگرک مربوط به هزاره ۶ تا ۳ قبل از میلاد است و در شهرستان ممسنی، بخش رستم، دهستان رستم ۳، روستای کوپن علیا واقع شده و این اثر در تاریخ ۲۳ بهمن ۱۳۸۵ با شمارهٔ ثبت ۱۷۲۴۹ به‌عنوان یکی از آثار ملی ایران به ثبت رسیده است.